# Meisjesbescherming

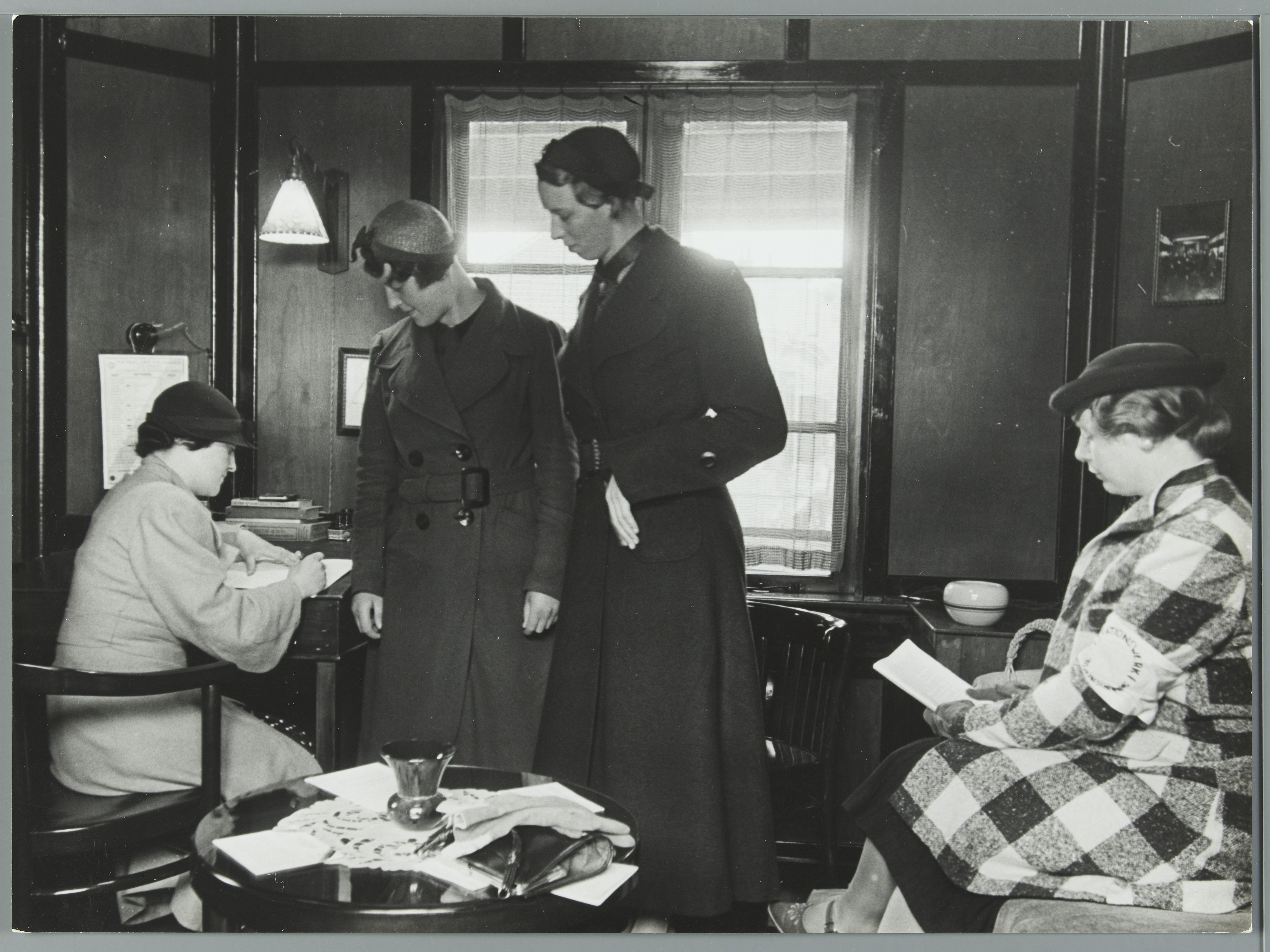
Meisjesbescherming in Haarlem, 1937. Meisjes worden ingeschreven. De 'juffrouw' heeft een band om de arm.

De Rooms-Katholieke Vereniging ter Bescherming van Meisjes (RKVBM) ofwel Meisjesbescherming was een voornamelijk Rooms-Katholiek initiatief om ongehuwde meisjes te beschermen in de maatschappij die (tijdelijk) de bescherming van gezins- en familieverband misten. De vereniging werd in 1904 opgericht.

## Begin
Door heel Nederland werden begin 20e eeuw afdelingen van de meisjesbescherming opgericht. Taken die de vereniging voor zichzelf zag weggelegd waren onder andere het verschaffen van een "fatsoenlijke" vrijetijdsbesteding en bemiddeling naar een betrekking als dienstbode.
Het doel van deze Rooms-Katholieke vereniging was om ervoor te zorgen dat de ouders zeker wisten dat hun kind bij een gelovig gezin terechtkwam. Maar ook het ondersteunen van ongehuwde moeders. Op (internationale) stations was ook een vrijwilliger van de meisjesbescherming aanwezig als er problemen waren met de laatste trein. Hun affiches vond je op vrijwel ieder station.

## Einde
Eind jaren 1960 stopte de meisjesbescherming omdat er vanuit gegaan werd dat de moderne vrouw niet meer om een rooms-katholieke bescherming vroeg. De meisjesbescherming ging over in de Rooms-Katholieke Vereniging Meisjesbelangen. Ook werd overwogen een "jongensbelangen" te starten voor de jongens die vragen en problemen hadden.